# Липовский (Свердловская область)
Липовский — посёлок в Берёзовском муниципальном округе Свердловской области России. Ранее входил в состав Монетного поссовета города Берёзовского.

## География
Посёлок Липовский расположен в двух километрах к северу от истока реки Большой Липовки (левого притока Пышмы), в 23 километрах к северо-востоку от города Берёзовского.

### Часовой пояс
Липовский, как и вся Свердловская область, находится в часовой зоне МСК+2. Смещение применяемого времени относительно UTC составляет +5:00.

### Улицы
В посёлке три улицы: Воронина, Первомайская и Чапаева.

## Население
| 2002 | 2010 |
| ---- | ---- |
| 0    | →0   |